# 喬治·普登漢姆
乔治·普登汉姆（George Puttenham,1529年—1590年）是一名英国廷臣，一般认为他是《英国诗歌艺术》（1589）一书的匿名作者。该书是伊丽莎白时代最重要的评论著作之一。

## 生平
早年生平不详。母亲为T.埃利奥特爵士之妹，其妹嫁给J.思罗克莫顿爵士。而他本人通过与E.温莎夫人的婚约（约1560）而与其他富有和有影响的家族有联系。可能在国外受教育，1563～1578年游览过佛兰德和其他国家。1546年入剑桥大学，1556年入内殿律师学院。